# Wiktor Podjabłonski
Wiktor Iljicz Podjabłonski (ros. Виктор Ильич Подъяблонский, ur. 21 lipca 1924 we wsi Uwarowo w guberni tambowskiej, zm. 2 marca 1995) – radziecki polityk.

## Życiorys
W latach 1942–1943 służył w Armii Czerwonej, w 1950 ukończył Moskiewski Zootechniczny Instytut Hodowli Koni i został głównym zootechnikiem, następnie zastępcą szefa obwodowego zarządu gospodarki rolnej w Kokczetawie. Od 1954 należał do KPZR, 1960-1962 kierował wydziałem Komitetu Obwodowego KPK w Kokczetawie, od 1962 do stycznia 1963 był I zastępcą przewodniczącego Komitetu Wykonawczego Kokczetawskiej Rady Obwodowej. Od stycznia 1963 do 1965 był przewodniczącym Komitetu Wykonawczego Kokczetawskiej Wiejskiej Rady Obwodowej/Kokczetawskiej Rady Obwodowej, w 1965 zastępcą przewodniczącego Komitetu Wykonawczego Celińskiej Rady Krajowej, od października 1965 do 1966 sekretarzem Celińskiego Komitetu Obwodowego KPK, a od 1966 do grudnia 1984 przewodniczącym Komitetu Wykonawczego Uralskiej Rady Obwodowej, następnie przeszedł na emeryturę.

## Odznaczenia
- Order Czerwonego Sztandaru Pracy (trzykrotnie)
- Order Przyjaźni Narodów
- Order „Znak Honoru”